# 維利尚卡河 (馬爾基夫卡河支流)

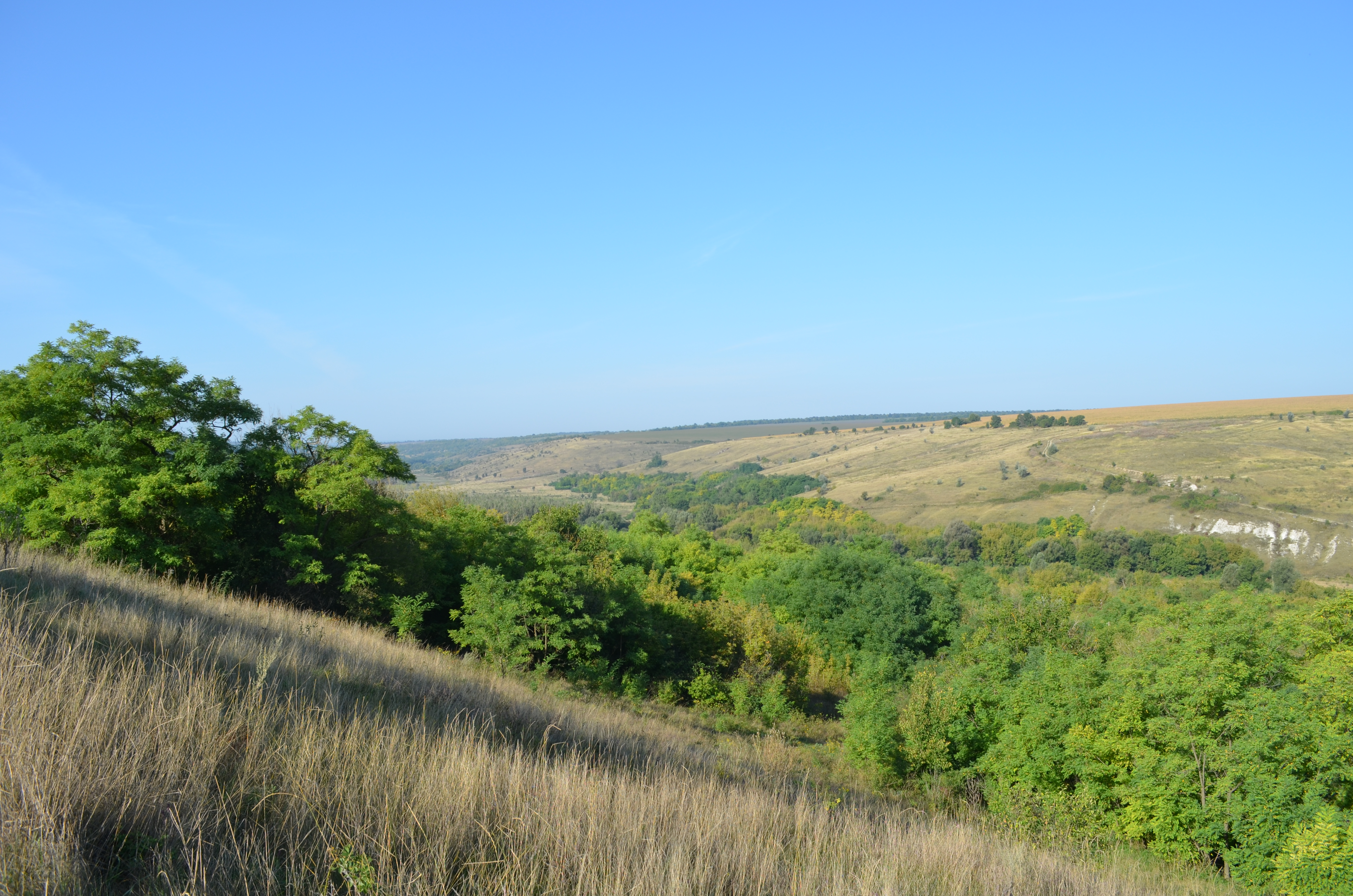
維利尚卡河一景

維利尚卡河（烏克蘭語：Вільшанка），是東歐的河流，流經烏克蘭和摩爾多瓦，屬於馬爾基夫卡河的左支流，發源自蘇哈多利納東北面，河道全長34公里，流域面積216平方公里。